# Alossexualidade

Bandeira alossexual

Alossexualidade ou zedsexualidade define pessoas que não são assexuais, sendo alossexual quem vivencia atração sexual, regularmente ou em geral. O termo inclui, mas não limita-se somente a, monossexuais (homossexuais, heterossexuais, ginessexuais e androssexuais), ceterossexuais e multissexuais (bissexuais, polissexuais, omnissexuais e pansexuais).

## Uso
O termo foi criado dentro da comunidade assexual para se referir a indivíduos não-assexuais, da mesma forma que a comunidade transgênero criou cisgênero e a intersexo criou endossexo.
Grayssexuais e demissexuais estariam entre a assexualidade e a alossexualidade, ou seriam vistas como nem um nem outro, na perspectiva de que sexualidade é um espectro. Pomossexuais podem, ou não, estar inclusos como alossexuais.
Alossexuais podem também ser arromânticos, logo nem todo alossexual é alorromântico, visto que orientação romântica nem sempre está alinhada à sexual.

## Etimologia
Alo- (em grego clássico: ἄλλος; romaniz.: állos – trad.: “outro”) foi adotado para significar qualquer um que não fosse ace, gíria LGBT para assexual, tida muitas vezes como mais inclusiva, fazendo alusão aos ás em inglês. Zed- é o nome da letra Z (ze) em inglês britânico, última letra do alfabeto latino.